# Macroteleia munda
Macroteleia munda är en stekelart som beskrevs av Muesebeck 1977. Macroteleia munda ingår i släktet Macroteleia och familjen Scelionidae. Inga underarter finns listade i Catalogue of Life.